# 色丁寺
色丁寺，位于西藏自治区日喀则地区康马县康马镇朗达村，是一座藏传佛教格鲁派寺院。

## 简介
19世纪，拉萨下密院堪布雄奴伟，在康马县康马镇朗达村兴建了色丁寺。
后来，由于常往返拉萨、日喀则等地，他便在乃宁曲德寺兴建了1座佛殿及7座扎仓，当作色丁寺僧众往返拉萨等地的旅途中住宿及念经之所，称“江如色丁”。